# Измена (фильм, 1967)
«Измена» — советский художественный чёрно-белый фильм, снятый в 1967 году режиссёром Тахиром Сабировым на киностудии «Таджикфильм».
Премьера фильма состоялась 7 августа 1967 года.

## Сюжет
Действие фильма разворачивается в 1920-х годах во время Гражданской войны в Средней Азии. Красноармейский отряд пробивается из окружения басмачей, устроивших засаду. Вырвавшись из засады, красный командир Асад, обвиняя в измене военкома, приговаривает его к расстрелу и приводит приговор в исполнение. Карим, сын казнённого военкома Сафара, пытается найти доказательства невиновности своего отца. Тем временем Асад тайно вступает в сговор с басмачами. По его наводке гибнут и другие красноармейцы. Но, попав в сложную ситуацию, басмачи решают избавиться от возможного предателя и ликвидируют двуличного Асада.

## В ролях
- Хабибулло Абдуразаков — Асад Максум (дублировал Артём Карапетян)
- Исамат Эргашев — Карим, сын Сафара (дублировал Вячеслав Подвиг)
- Зухра Хасанова — Саодат, дочь Сафара (дублировала Инна Выходцева)
- Абдульхайр Касымов — Гаффор (дублировал Иван Рыжов)
- Ходжакули Рахматуллаев — Хайдаркул, председатель ревкома (дублировал Алексей Алексеев)
- Нозукмо Шомансурова — Бибираджаб, жена Сафара (дублировала Зинаида Воркуль)
- Александр Баранов — Шимкунас
- Иван Кузнецов — Семёнов
- Алим Ходжаев — Низaмeддин, нарком (дублировал Аркадий Толбузин)
- Гурминдж Завкибеков — Сафар, военком (дублировал Константин Тыртов)
- Куллук Ходжаев — курбаши Джабор (дублировал Яков Беленький)
- Усман Салимов — Нурали

## Съёмочная группа
- Режиссер: Тахир Сабиров
- Сценаристы: Игорь Луковский, Тахир Сабиров, Джалол Икрами
- Оператор: Анвар Мансуров
- Композитор: Фаттох Одина
- Художник: Давид Ильябаев

## Награды
- 1968 — Премия за лучшую операторскую работу (Анвар Мансуров) КФ республик Средней Азии и Казахстана во Фрунзе.